# Federazione Italiana Triathlon
La Federazione Italiana Triathlon (FITri) è una Federazione sportiva che ha il compito di promuovere la pratica del triathlon e coordinarne le attività dilettantistiche ed agonistiche in Italia.

## Storia
La storia del Triathlon in Italia.
Dopo un viaggio negli Stati Uniti, dove ha assistito ad una gara di triathlon, Camillo Cametti ha chiesto al fratello Silvio di andare a vedere una delle prime gare europee che era in programma a giugno 1984 da Londra a Parigi. Il racconto di Silvio Cametti. "Dopo essermi accreditato come giornalista, mi sono presentato al night club Valbonne dove la Virgin, sponsor della manifestazione, fece la presentazione alla stampa della manifestazione. La gara consisteva in un Triathlon a squadre da Londra a Parigi ed ogni squadra età composta da quattro atleti. 16 le squadre in totale. Ognuno doveva percorrere almeno mezz'ora per ogni specialità ed a rotazione. La fase di corsa da Londra a Dover nella prima giornata. Dopo il riposo notturno,toccava alla traversata della manica. I giornalisti, pochissimi, vennero suddivisi per le varie squadre. A me toccò quella della Royal Navy. Ma il numero di giudici era insufficiente e qui di mi chiesero di controllare che i Marines facessero tutto come da regolamento. Dopo ore nella manica, su una barca che seguiva le onde  lunghe, mi venne nausea e vedendo che al cambio di turno il militare  che doveva tornare in acqua era ancora tremante  e con la coperta addosso, mi proposi di sostituirlo e cosi fu. Venni cosparso di grasso di foca in tutto il corpo e mi lanciai nelle acque gelide della manica, circa 13 gradi, ma per me fu un sollievo rispetto allagonia di rimanere sulla motovedetta. Dopo un'ora chiesi il cambio e poi arrivammo a Calais dove dopo cena tutti andarono a riposare. All'alba la sveglia per ripartire in bici alla volta di Parigi, noi sul pulmino al seguito, ma ero distrutto lo stesso, come se stessi gareggiando. Dopo l'arrivo all'arco di trionfo,le premiazioni. A vincere furono i Sudafrica i del Leppin.
Triathlon di Bardolino
dopo questa esoerienza,io e mio fratello Camillo, con il supporto di Raul Adami, contatta.mo i comuni di Verona e Bardolino per vedere chi fosse il più interessato a questa ma infestazione. Il sotoscritto direttore di gara, Mio fratello Camillo responsabile della manifestazione e Dante Armanini il mio braccio destro aiutato dall'assessore allo sport Francesco Marchiori. Decidemmo di organizzare una corsa a tappe, partendo da Verona per avere maggior visibilità, dopo la corsa 10 km intorno all'arena, si fece il raggruppamento in piazza San Zeno, per poi ripartire tutti insieme alla volta di Bardolino facendo un percorso di circa 49 km. Arrivati tutti toccava alla parte del nuoto, con le massaggiatrice che ebbero molto lavoro in quella giornata. Nonostante la presenza di campioni del Nuoto come Castagnetti, Guardarci ed altri, a vincere fu un pallanuotista, Paolo Cantoni, mio compagno di squadra nel Mantova. Al comune di Bardolino furono entusiasti della gara e ci proposero di organizzarla per intero  ella città lacustre. E così fu. Dal 1985 organizza la manifestazione con le misure diventate poi olimpiche. Dopo una quindicina di anni, lasciai l'organizzazione a Dante Armanini, in quanto la Associazione Albergatori, molto influe te a Bardolino, chiese ed ottenne di spostare la manifestazione a giugno quando vi erano meno turisti." Da allora la gara si svolge nel mese di giugno.
Le radici della Federazione affondano nella A.I.T. (Associazione Italiana Triathlon) fondata da Marco Sbernadori nel 1985. Il riconoscimento ufficiale come disciplina, anche se con la A.I.T. associata ad altra Federazione, precisamente alla Federazione Italiana Pentathlon Moderno, avviene nel 1988.
Nell'anno successivo, 1989, l'AIT cambia il proprio nome nell'attuale Federazione Italiana Triathlon e nel mese di dicembre 2000 la Federazione acquisisce la sua autonomia come Federazione Sportiva Nazionale; la F.I.Triathlon acquisisce la personalità giuridica a tutti gli effetti a far data dal 25 ottobre 2001, con registrazione numero 51/2001 presso la Prefettura di Roma e nello stesso anno la Federazione, rappresentata dal suo Presidente Marco Sbernadori, partecipa ufficialmente alla riunione del Consiglio Nazionale del CONI. Le prime Olimpiadi cui partecipa una rappresentativa italiana FITri sono quelle di Sydney 2000, mentre la prima partecipazione alle Paralimpiadi è a Rio 2016.

## Organigramma
Il suo attuale presidente è Riccardo Giubilei.
È affiliata al Comitato olimpico nazionale italiano (C.O.N.I.) e all'European Triathlon Union (E.T.U.), oltre che all'International Triathlon Union (I.T.U.).

### Consiglio federale
- Presidente:
  -  Riccardo Giubilei (2021)
- Segretario generale:
  -  Valerio Toniolo (2021)

## Organi territoriali
La federazione conta 21 comitati regionali, che comprendono a loro volta un numero variabile di comitati provinciali:
| Comitati regionali    | Sede                  | Sito                   |
| --------------------- | --------------------- | ---------------------- |
| Abruzzo               | Abruzzo               | www.abruzzo.fitri.it   |
| Campania              | Campania              | www.campania.fitri.it  |
| Emilia-Romagna        | Emilia-Romagna        | www.emilia.fitri.it    |
| Friuli-Venezia Giulia | Friuli-Venezia Giulia | www.friuli.fitri.it    |
| Lazio                 | Lazio                 | www.lazio.fitri.it     |
| Liguria               | Liguria               | www.liguria.fitri.it   |
| Lombardia             | Lombardia             | www.lombardia.fitri.it |
| Marche                | Marche                | www.marche.fitri.it    |
| Piemonte              | Piemonte              | www.piemonte.fitri.it  |
| Puglia                | Puglia                | www.puglia.fitri.it    |
| Sardegna              | Sardegna              | www.sardegna.fitri.it  |
| Sicilia               | Sicilia               | www.sicilia.fitri.it   |
| Toscana               | Toscana               | www.toscana.fitri.it   |
| Veneto                | Veneto                | www.veneto.fitri.it    |

| Delegazioni regionali | Sede                | Sito                                                           |
| --------------------- | ------------------- | -------------------------------------------------------------- |
| Basilicata            | Basilicata          | www.abruzzo.fitri.it                                           |
| Calabria              | Calabria            | www.abruzzo.fitri.it                                           |
| Molise                | Molise              | www.abruzzo.fitri.it                                           |
| Trentino-Alto Adige   | Trentino-Alto Adige | - su due delegazioni provinciali autonome per Trento e Bolzano |
| Umbria                | Umbria              | www.abruzzo.fitri.it                                           |
| Valle d'Aosta         | Valle d'Aosta       | -                                                              |

## Competizioni
- Campionati italiani di triathlon olimpico
- Campionati italiani di triathlon sprint
- Campionati italiani di triathlon medio
- Campionati italiani di triathlon lungo
- Campionati italiani di duathlon
- Campionati italiani di duathlon sprint
- Campionati italiani di aquathlon
- Campionati italiani di winter triathlon
- Campionati italiani di società
- Campionati italiani di società giovani